# Peter M. Garber
Peter M. Garber (* 1947) ist ein US-amerikanischer Nationalökonom und ehemaliger Professor an der Brown University (1985–2000), der University of Rochester (1980–85) und an der University of Virginia (1976–80).
Peter M. Garber wurde an der University of Chicago promoviert.

## Mitgliedschaften und Auszeichnungen
- Research Associate am National Bureau of Economic Research
- Visiting scholar des Board of Governors der Federal Reserve, der Bank of Japan und des Internationalen Währungsfonds

## Veröffentlichungen
- Famous First Bubbles. The Fundamentals of Early Manias, The MIT Press; Auflage: Reprint (4. Oktober 2001), ISBN 0-262-57153-6
- Mexico-U.S. Free Trade Agreement, The MIT Press (Januar 1994), ISBN 0-262-07152-5
- Speculative Bubbles, Speculative Attacks, and Policy Switching zusammen mit Robert P. Flood, MIT Press (Juli 1994), ISBN 0-262-06169-4